# Alexandre Athenase Noghès
Alexandre Athenase Noghès (Mónaco, 15 de junio de 1916 - Los Ángeles, California, 16 de febrero de 1999) fue un abogado monegasco, campeón internacional de tenis, más conocido por ser el primer marido de la princesa Antonieta de Mónaco, baronesa de Massy, con la cual se casó en segundas nupcias, el 4 de diciembre de 1951 en Génova.

## Primeros años de vida
Noghès era descendiente del primer comandante español de la guarnición militar de Mónaco. Su bisabuelo, Alexandre, fue el fundador del Monte Carlo Automobile Club, y anterior Tesorero General de las Finanzas del Principado. Su padre, Antony (1890-1978), creó el primer Grand Prix que circuló en la ciudad, el famoso Gran Premio de Mónaco. Anthony también creó el renombrado Rally de Montecarlo.

### Matrimonios y relaciones
"Aleco" Noghes tuvo una relación sentimental con la princesa Antonieta en mitad de los años 1940 y tuvieron tres hijos no matrimoniales: Elizabeth-Ann (1947–2020), Christian-Louis, Barón de Massy (nacido en 1949) y Christine-Alix (1951–1989). Se casaron en una ceremonia civil en Génova el 4 de diciembre de 1951, y se divorciaron tres años más tarde en 1954. Era el segundo matrimonio para "Aleco" y el primero para la princesa.
Después de su divorcio, él vivió durante un tiempo en su yate antes de establecerse en los Estados Unidos con su tercera mujer, Margot.